# واکوپ
واکوپ (به صربی: Vakup) یک منطقهٔ مسکونی در صربستان است که در الکسیناتس واقع شده‌است. واکوپ ۷۴۰ نفر جمعیت دارد.